# Papa Marinho I
O Papa Marinho I (ou Marino I; mais tarde considerado o Papa Martinho II), era romano e foi eleito o 108° Papa em 16 de Dezembro de 882, governando por apenas dois anos.
Há razões para acreditar que Marinho foi eleito no próprio dia da morte do Papa João VIII e que foi consagrado sem esperar o consentimento do incompetente imperador, Carlos, o Gordo.
Era filho de um sacerdote chamado Palumbo e nasceu em Gallese. Entrou para a Igreja de Roma aos 12 anos. O Papa Leão IV ordenou-o subdiácono e depois de ter sido ordenado diácono participou em três embaixadas importantes a Constantinopla. Na segunda, em 869, era um dos legados do Papa Adriano II ao Oitavo Concílio Ecuménico. O Papa João VIII fê-lo bispo de Caere (Cerveteri), tesoureiro da Igreja de Roma e arquidiácono. Na terceira viagem que fez a Constantinopla acabou preso por defender firmemente as instruções que levava.
Pressionou Basílio I, o Macedônio, imperador do oriente, contra os cismáticos na controvérsia de Fócio. Acredita-se que morreu envenenado, depois de ter querido acalmar as desavenças italianas. Morreu em 15 de maio de 884.